# Rhaphuma rassei
Rhaphuma rassei är en skalbaggsart som beskrevs av Dauber 2002. Rhaphuma rassei ingår i släktet Rhaphuma och familjen långhorningar. Inga underarter finns listade i Catalogue of Life.